# Buriers
 (avril 2018).
Si vous disposez d'ouvrages ou d'articles de référence ou si vous connaissez des sites web de qualité traitant du thème abordé ici, merci de compléter l'article en donnant les références utiles à sa vérifiabilité et en les liant à la section « Notes et références ».
Buriers (précédemment A Band of Buriers) est un groupe de folk alternatif anti-rap originaire de Londres.

## Historique
Le groupe a été formé en décembre 2010 par James P. Honey (chant, guitare) et Jamie Romain (Violoncelle, guitare, chant).
En 2013, ils sont rejoints par la violoniste Laura Mallows, puis par le batteur Ramon Sherrington en 2014 et finalement par le batteur Jamie Gillett en 2015.
Ils ont produit plusieurs albums via un certain nombre de labels indépendant : Endemik Records, I Had An Accident Record et Silver Rocket Records.

## Discographie
- 2011: A Band of Buriers
- 2012: Filth